# Kutasi autóbusz-baleset
A kutasi autóbusz-baleset 1996. február 26-án 12:05 perckor történt Kutas belterületén, a 41-es számú vasúti fővonal 586. szelvényében a 6619-es számú közút 525. km-szelvényénél lévő szintbeli kereszteződésben, amikor is a Kaposvárról Gyékényesre tartó 80202-es számú gyorstehervonatot vontató V43 1152 pályaszámú mozdony ütközött a Kapos Volán EKR-075 rendszámú buszával. A vonat kettészakította a buszt, az egyik felét pedig több száz méteren át tolta maga előtt. A balesetben 12 utas és a sofőr meghalt, tizennégyen megsérültek. A tragédiát az okozta, hogy a sorompókezelő későn zárta le a sorompót.